# Lampolie
Lampolie is een brandbare olie die gebruikt wordt in olielampen en petroleumlampen. Het is ook geschikte brandstof voor een antieke primusbrander.
Tot in het midden van de negentiende eeuw werd vooral gebruikgemaakt van plantaardige of dierlijke olie. Dit had als nadeel dat zulke olie een kleine hoeveelheid water bevat, waardoor deze minder goed wilde branden. Door onvolledige verbranding wordt roet gevormd, dat neerslaat op het lampenglas, met als gevolg verminderde lichtopbrengst. Ook vervuilt roet de omgeving. Door de olie met sterk zwavelzuur te behandelen wordt het water verwijderd. Dat proces was ooit gepatenteerd, dergelijke gezuiverde lampolie werd patentolie genoemd.
Aardolie werd aanvankelijk vooral gewonnen om te voorzien in de behoefte aan goed brandende olie. Nog steeds is lampolie een zuivere, uit aardolie gewonnen kerosine, al dan niet gekleurd met een geschikte kleurstof.
De variant van lampolie die in winkels verkrijgbaar is, is op basis van paraffine vervaardigd en is bij verbranding reukloos.
Op lampolie staat het vlampunt vermeld. Bij een ongewone brander of lamp is in de handleiding te vinden of deze geschikt is voor lampolie. 
Lampolie is gevaarlijk bij inslikken, er kan een chemische longontsteking ontstaan. Belangrijk is dat bij inslikken geen braken wordt opgewekt. Door braken kan de lampolie in de longen komen en kan er een chemische longontsteking ontstaan die nog gevaarlijker is.